# Звукова доріжка МК
«Звукова доріжка» (відома також як ZD Awards) — музична рубрика в газеті «Московський комсомолець», надалі — щомісячний хіт-парад під егідою газети, а також щорічна премія в галузі популярної музики за підсумками цього хіт-параду.

## Історія
Засновником і першим ведучим «Звуковий доріжки» став Ю. В. Філонов, який створив її перший випуск восени 1975  [Архівовано 21 липня 2015 у Wayback Machine.]. Рубрика інформувала аудиторію про існуючі радянських виконавців і деяких зірках зарубіжної естради (як правило, з соціалістичних країн).
В 1977 читачі вперше отримали можливість висловлювати свої переваги в письмовому вигляді. На основі опитувань аудиторії був складений і опублікований перший «Музичний парад» (згодом перейменований в «Хіт-парад» Звуковий доріжки ""). У хіт-парад 1977 увійшло 9 пісень тоді ще починаючої співачки Алли Пугачової. Героями списків популярності кінця 70-х — початку 80-х також ставали Валерій Леонтьєв, Яак Йоала, Юрій Антонов, Іво Лінна, Михайло Боярський, Роза Римбаева, Софія Ротару, «Пісняри», «Веселі хлопці», Ірина Отиева, шведська група " АББА "та інші.

## 1978 рік
- Найкраща співачка

1. Алла Пугачова. 2. Софія Ротару. 3. Роза Римбаєва. 4. Ірина Понаровська. 5. Валентина Толкунова. 6. Роксана Бабаян. 7. Людмила Сенчина. 8. Жанна Бачівськ. 9. Едіта П'єха. 10. Мірдза Зівер.
- Найкращий співак

1. Яак Йоала. 2. Олександр Градський. 3. Лев Лещенко. 4. Михайло Боярський. 5.  Ренат Ібрагімов. 6. Тиніс Мяґі. 7. Євген Мартинов. 8. Альберт Асадуллін. 9. Едуард Хіль. 10. Валерій Ободзинський.
- Найкращий  ВІА:

1. Пісняри. 2.  Аріель. 3.  Веселі хлопці. 4. Лийся, пісня. 5. Синій птах. 6.  Полум'я. 7. Група Стаса Наміна. 8. Орізонт. 9. Модо. 10. Самоцвіти

## 1979 рік
- Найкраща співачка

1. Алла Пугачова. 2. Тетяна Анциферова. 3. Ксенія Георгіаді. 4. Софія Ротару. 5/6. Ірина Понаровська / Ольга Зарубіна. 7. Мірдза Зівер. 8. Роза Римбаева. 9. Людмила Сенчина. 10. Жанна біческім.
- Найкращий співак

1. Яак Йоала. 2. Михайло Боярський. 3. Олександр Градський. 4.  Ігор Іванов. 5. Лев Лещенко. 6. Ренат Ібрагімов. 7. Тиніс Мягі. 8. Юрій Антонов. 9. Вахтанг Кікабідзе. 10. Альберт Асадуллін.
- Найкращий ВІА

1. Пісняри. 2. Аракс. 3. Група Стаса Наміна. 4. Лийся, пісня 5.  Група Андрія Макаревича. 6.  Апельсин 7. Аріель. 8. Орізонт. 9. Синій птах. 10. Модо

## 1980 рік
- Найкраща співачка:

1. Алла Пугачова. 2. Софія Ротару. 3. Тетяна Анциферова. 4. Ксенія Георгіаді. 5. Жанна Різдвяна. 6. Мірдза Зівер. 7. Жанна Бачівськ. 8. Ірина Понаровська. 9. Ольга Зарубіна. 10. Катерина Суржикова.
- Найкращий співак:

1. Валерій Леонтьєв. 2. Юрій Антонов. 3. Яак Йоала. 4. Микола Гнатюк. 5. Михайло Боярський. 6. Олександр Градський. 7. Андрій Макаревич. 8. Лев Лещенко. 9. Тиніс Мягі. 10. Ігор Іванов.
- Найкращий ВІА:

1. Машина времени. 2. Аракс. 3. Група Стаса Наміна. 4. Зодіак. 5.  Автограф. 6. Пісняри. 7.  Веселі хлопці. 8. Апельсин. 9. Червоні маки. 10.  Аріель.

## 1981 рік
- Найкраща співачка:

1. Алла Пугачова, 2. Софія Ротару. 3. Тетяна Анциферова. 4. Ксенія Георгіаді. 5. Жанна Рождественська. 6. Ірина Понаровська. 7. Жанна Бічєвська. 8. Мірдза Зіверє. 9. Катерина Суржикова. 10. Гінтаре Яутакайте.
- Найкращий співак:

1. Яак Йоала. 2. Юрій Антонов. 3. Валерій Леонтьєв. 4. Олександр Градський. 5. Андрій Макаревич. 6. Сергій Бєліков. 7. Микола Гнатюк. 8. Тиніс Мягі. 9. Михайло Боярський. 10. Лев Лещенко.

## 1982 рік
- Найкраща співачка:

1. Алла Пугачова, 2. Софія Ротару, 3. Гінтаре Яутакайте, 4. Едіта П'єха, 5. Жанна Різдвяна, 6. Ксенія Георгіаді, 7. Ірина Понаровська, 8. Жанна Бачівськ, 9. Тамара Гверцителі, 10-11 Лариса Доліна, Анна Широченко
- Найкращий співак:

1. Юрій Антонов, 2. Валерій Леонтьєв, 3. Яак Йоала, 4. Сергій Бєліков, 5. Андрій Макаревич, 6. Михайло Боярський, 7. Тиніс Мягі, 8. Олександр Градський, 9. Вахтанг Кікабідзе, 10. Сергій Скачков
- Найкращий ВІА:

1. Машина времени, 2. Земляни, 3. Москва, 4. Автограф, 5. Круїз, 6. Група Стаса Наміна, 7. Магнетик бенд, 8. неділю, 9. Пісняри, 10. Динамік

## 1983 рік
- Найкраща співачка:

1. Алла Пугачова, 2. Анне Вескі. 3. Лариса Доліна. 4. Софія Ротару. 5. Жанна Рождественська. 6. Ольга Пірагс. 7. Ірина Отієва. 8. Жанна Бічєвська. 9. Сільві Врайт. 10. Марью Ляннік.
- Найкращий співак:

1. Юрій Антонов. 2. Іво Лінна. 3. Сергій Бєліков. 4. Гуннар Грапс. 5. Володимир Кузьмін. 6. Кім Брейтбург. 7. Тиніс Мягі. 8. Борис Гребенщиков. 9. Олександр Барикін.
- Найкращий ВІА:

1. Динамік. 2. Аквариум. 3. Автограф. 4. Діалог. 5. Руя. 6. Рок-готель. 7. Круїз. 8. Земляни. 9. Ансамбль Ованеса Мелік-Пашаєва.

## 1985 рік
- Найкраща співачка:

1. Алла Пугачова. 2. Катя Семенова. 3. Анне Вескі. 4. Софія Ротару. 5. Марію Лянік
- Найкращий співак:

1. Валерій Леонтьєв, 2. Володимир Кузьмін, 3. Олександр Барикін. 4. Андрій Макаревич. 5. Артур Міхєєв
- Найкращі ансамблі:

1. Автограф. 2. Машина часу. 3. Земляни. 4. Форум. 5. Група Володимира Кузьміна.

## 1986 рік
- Найкраща співачка:

1. Алла Пугачова, 2. Жанна Агузарова, 3. Софія Ротару, 4. Катя Семенова. 5. Каре Кауксі. 6. Ірина Понаровська. 7. Анне Вескі. 8. Марина Капуро. 9. Світлана Медяник. 10. Марію Лянік.
- Найкращий співак:

1. Валерій Леонтьєв. 2. Андрій Макаревич. 3. Володимир Кузьмін. 4. Олександр Барикін. 5. Сергій Саричев. 6. Юрій Лоза. 7. Олександр Градський. 8. Володя Пресняков. 9. Олексій Глизін. 10. Юрій Антонов.
- Найкраща група:

1. Машина времени 2. Автограф, 3. Аквариум, 4.

## 1987 рік
- Найкраща співачка:

1. Алла Пугачова, 2. Жанна Агузарова, 3. Лайма Вайкуле, 4. Олена Соколова (кол. Дубль-1), 5. Катя Семенова, 6. Софія Ротару, 7. Лариса Доліна, 8. Ірина Понаровська, 9. Наталія Гулькіна (Міраж), 10. Антоніна Жмакова (Раунд)
- Найкращий співак:

1. Володимир Кузьмін, 2. Дмитро Варшавський (гр. Чорна кава), 3. Валерій Леонтьєв, 4. Андрій Макаревич, 5. Володимир Пресняков-мол., 6. Валерій Кипелов (Арія), 7. Ігор Ніколаєв, 8. Максим Леонідов (Секрет), 9. Олександр Барикін, 10. В'ячеслав Бутусов (Наутілус Помпіліус)
- Найкраща група:

1. Чорна кава, 2. Машина часу, 3. Секрет, 4. Динамік, 5. Наутилус Помпилиус, 6. Аквариум, 7. Ария, 8. Аліса, 9. Пікнік, 10. Круїз

## 1988 рік
- Найкраща співачка:

1. Алла Пугачова, 2. Жанна Агузарова, 3. Лариса Доліна, 4. Настя Полева. 5. Наталія Гулькіна, 6. Ольга Кормухіна. 7. Софія Ротару, 8. Лайма Вайкуле. 9. Дар'я Меньшикова. 10. Ірина Аллегрова.
- Найкращий співак:

1. Володимир Кузьмін, 2. В'ячеслав Бутусов, 3. Олександр Сєров, 4.
- Найкраща група:

1. Наутилус Помпилиус, 2.  Динамік, 3. Чорна кава,

## 1989 рік
- Найкраща співачка:

1. Алла Пугачова, 2. Наталія Гулькіна, 3. Ірина Аллегрова. 4. Тетяна Овсієнко. 5. Світлана Разіна. 6. Жанна Агузарова. 7. Ольга Кормухіна. 8. Маша Распутіна. 9. Лариса Доліна. 10. Настя Полева.
- Найкращий співак:

1. Дмитро Маліков і Женя Бєлоусов, 2. Дмитро Варшавський і Костянтин Пахомов, 3. Володимир Кузьмін, Віктор Цой, 4.
- Найкраща група:

1. Ласкавий травень, 2. Електроклуб, 3. Кіно,

## 1991 рік
- Найкраща співачка:

1. Ірина Аллегрова (632 голоси), 2. Наталія Гулькіна, 3. Світлана Разіна, 4. Алла Пугачова (14 голосів), 5. Тетяна Овсієнко, 6. Жанна Агузарова, 7. Катя Яковлєва, Люся Розанова, 8. Альона Апіна, Марина Журавльова, 9. Наташа Корольова, 10. Софія Ротару
- Найкращий співак:

1. Віктор Цой. 2. Діма Маліков. 3. Саша Хлопків; Рома Жуков. 4. Олег Газманов; Андрій Державін. 5. Валерій Леонтьєв. 6. Володимир Кузьмін. 7. Михайло Муромов. 8. Ігор Богачов; Юрій Шатунов. 9. Дмитро Варшавський. 10. Олександр Іванов.
- Найкраща група:

1. Кино, 2. Кар-Мен, 3. Любе,

## 1992 рік
- Найкращий співак:

1. Ірина Аллегрова 2. Тетяна Овсієнко 3. Алла Пугачова, 4. Маша Распутіна. 5. Альона Апіна. 6. Наташа Корольова. 7. Барбі. 8. Джоан Стингрей. 9. Наталія Гулькіна. 10. Настя Полева.
- Найкращий співак:

1. Віктор Цой 2. Титомир 3. Олег Газманов 4.
- Найкраща група:

1. Технологія 2. Фільми 3. Кар-чоловіків,